# Presse masculine
 (mai 2025).

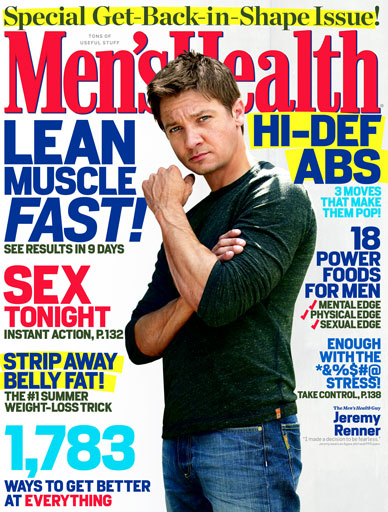
Une couverture de l'édition américaine de Men's Health

La presse masculine, dite aussi presse pour hommes, regroupe les magazines destinés à un lectorat masculin. Ces publications abordent essentiellement des thèmes supposés correspondre aux attentes d'un public masculin. Cette catégorie peut inclure aussi bien des magazines de mode et de « charme », qu'une partie de la presse automobile, de la presse sportive et de la presse informatique et de loisirs.

## Typologie
- Dans les pays anglo-saxons, précurseurs en matière de presse masculine, on distingue plusieurs sous-catégories :
  - la presse masculine généraliste (General male audience magazines) ;
  - la presse pour jeunes hommes (Lad mags) ;
  - la presse de charme ou pornographique (Skin magazines ou Pornographic magazines) ;
  - la presse masculine ethnique (Ethnic men's magazines).
- Peuvent être parfois associés à la presse masculine :
  - la presse sportive
  - la presse fitness et musculation (Health and fitness magazines) ;
  - la presse d'histoires d'aventures (Men's adventure magazines) ;
  - la presse pour homosexuels et bisexuels (Magazines for gay and bisexual men) ;
  - la presse pornographique gay (Gay pornographic magazines).

À noter : le terme générique « presse masculine » (comme pour ses équivalents anglophones « men's magzines » et « lad mags ») s'emploie quasiment exclusivement pour des publications destinées et conçues pour un lectorat masculin et hétérosexuel. La représentation de la nudité féminine et les sujets traitant des rapports hommes-femmes sont des constantes dans ce type de presse.

## Principaux titres

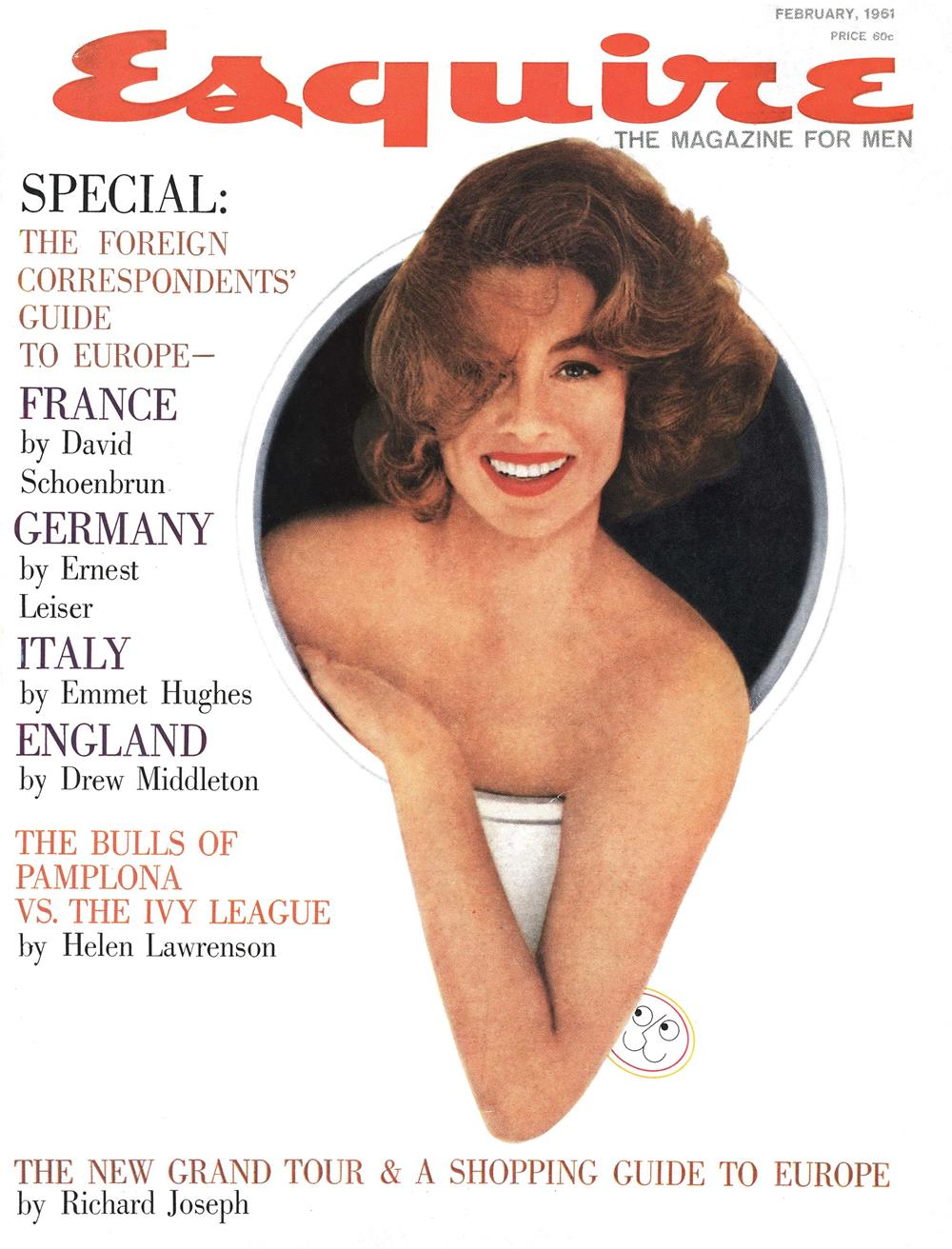
Esquire, 1961.

- Playboy : titre mythique créé par Hugh Hefner en 1953 aux États-Unis. Devenu célèbre pour ses photos de stars dénudées (Marilyn Monroe figurait dans le premier numéro) et ses playmates, le magazine a dès le départ mélangé érotisme et journalisme, invitant les plus grandes plumes à traiter de politique, musique et sujets de société. Le record de diffusion a été battu en novembre 1972 avec 7 161 561 d'exemplaires. Depuis, les ventes sont tombées à trois millions, Playboy conservant toutefois sa position de no 1 de la presse masculine américaine. Sans compter les 24 éditions étrangères (dont une en France depuis 1973), une version en braille, une chaîne de télévision, des sites Internet…
- GQ  (Gentlemen's Quarterly, littéralement « Le trimestriel des gentlemen ») : magazine du groupe de presse américain Condé Nast Publications créé en 1931. Aujourd'hui, le titre est un mensuel diffusé à 850 000 exemplaires aux États-Unis (printemps 2006). GQ traite de mode, gastronomie, cinéma, forme, sexe, musique, jouets, gadgets et livres. Le magazine a fait l'objet d'adaptations au Royaume-Uni, en Italie, en Allemagne, au Japon, en Corée, en Russie, à Taïwan, en Espagne et désormais en France depuis février 2008.
- FHM (For Him Magazine, littéralement « Le magazine pour lui ») : magazine du groupe de presse britannique Emap Plc qui traite des mêmes sujets que GQ, mais s'adresse à un lectorat plus jeune. Il a d'abord été lancé au Royaume-Uni comme trimestriel sous le nom de For Him en 1985, devenant le mensuel For Him Magazine en 1994. Depuis des éditions étrangères ont été créées dans 27 pays, dont les États-Unis, la France, la Grèce, le Portugal, la Nouvelle-Zélande, l'Indonésie… Il existe également une version internationale en anglais.
- Esquire (littéralement « écuyer », titre de noblesse anglais désignant un membre de la petite noblesse se classant juste au-dessous d'un chevalier) : magazine du groupe de presse américain Hearst Corporation créé en 1933 auquel ont collaboré Ernest Hemingway et Francis Scott Fitzgerald. Considéré comme l'un des titres les plus haut de gamme de la presse masculine anglo-saxonne, le mensuel était diffusé à 116 000 exemplaires aux États-Unis en 2004. Il existe également une édition au Royaume-Uni.

## Presse masculine par pays

### Pays francophones européens
Parmi les titres publiés en France et distribués dans les pays francophones européens (Suisse, Belgique, Luxembourg, etc.), on distingue généralement deux types de presse masculine : la presse masculine généraliste, mode masculine et la presse de charme et pornographique. Les chiffres correspondent à la diffusion France payée 2005-2006.

#### Principaux titres
- Apollo

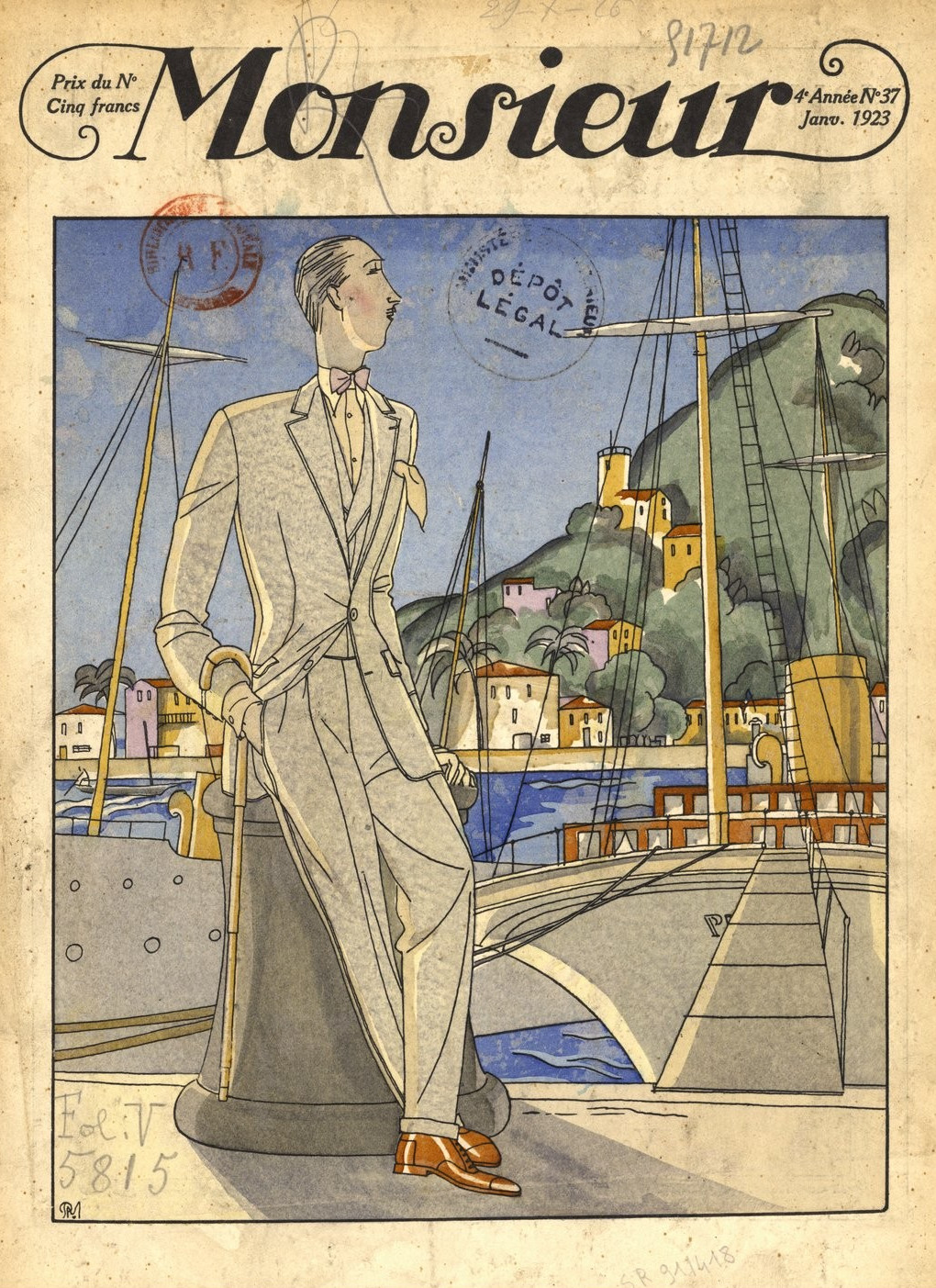
Couverture de Monsieur, janvier 1923.

- Dandy, bimestriel. Actualité de la mode masculine et archives.
- Edgar
- L'Étiquette (So Press)
- GQ
- L'Officiel Hommes (Éditions Jalou)
- Monsieur, bimestriel, Montaigne-Publications.
- Numéro Homme (semestriel, pendant masculin de Numéro)
- Playboy

### Presse masculine française en ligne
Parmi les 1258 sites web considérés comme des "services de presse en ligne" par la Commission Paritaire des Publications et Agence de Presse (CPPAP), on trouve 5 sites d'information pour homme

#### Autres magazines pouvant être considérés comme faisant partie de la presse masculine
- L'Amateur de cigare
- Choc (Hachette Filipacchi Médias), 260 119
- Entrevue (Gérard Ponson et Hachette Filipacchi Médias), 427 508
- L'Écho des savanes, 53 769
- Guts, adaptation du magazine britannique Nuts (Hachette Filipacchi Médias),
- Maximal, adaptation du magazine britannique Maxim (Gérard Ponson et Hachette Filipacchi Médias)
- Newlook (Éditions 1633), 59 148
- Stuff Magazine, adaptation du magazine britannique (B & B Média)
- Union (Lagardère - Éditions Montreux), 160 000

### Dans les pays anglo-saxons

#### États-Unis d'Amérique
À noter : la plupart des magazines publiés aux États-Unis d'Amérique sont distribués dans les pays anglophones.
| - Presse masculine généraliste : - Blender (hors série musical de Maxim) - Cigar Aficionado - Details - Esquire - Gear - GQ - Giant - Indy Men's Magazine - Maxim Magazine - Men's Edge - Men's Fitness - Men's Health - Men's Journal - Men's Vogue - Outdoor Life - PHOTO - Sly - Essential Homme - True - Presse pour jeunes hommes : - Barracuda - FHM, édition américaine - Maxim, édition internationale en anglais - RAZOR - Smooth - Stuff, édition internationale en anglais - T3, édition internationale en anglais | - Presse de charme ou pornographique : - Barely Legal, édition internationale en anglais - Curvaceous Magazine - Forum - Gallery - Gent - Hawk - High Society - Hustler - Oui - Over 40 - Penthouse, édition américaine - Perfect 10 - Playboy, édition internationale en anglais - Private, édition internationale en anglais - Score - Velvet - Voluptuous - Presse masculine ethnique : - King - Black Men - Open Your Eyes |

#### Royaume-Uni
À noter : une partie des magazines publiés au Royaume-Uni est distribuée dans les pays anglophones.
| - Presse masculine généraliste : - Arena - Details - Dream - GQ, édition britannique - Presse pour jeunes hommes : - FHM, édition britannique - Front - Loaded - Nuts - Stuff, édition britannique - T3, édition britannique - Zoo, édition britannique | - Presse de charme ou pornographique : - Club International - Escort - Fiesta - Knave - Mayfair - Men's World - Penthouse, édition britannique - Razzle |

#### Canada
- Rich Guy Magazine
- Strut
- Summum
- Toro
- UMM

#### Australie
- GQ Australia
- Ralph
- Zoo, édition australienne
- Penthouse, édition australienne

### Pays germaniques

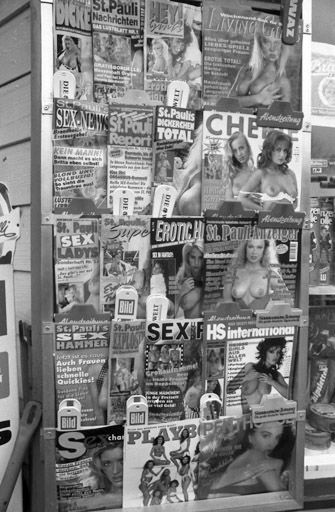

- Das Magazin
- UHU
- Das Ronke Magazin
- K.E. Magazin
- Paprika
- Playboy, édition allemande
- Neues Magazin
- Capriccio
- Revue des Monats
- Gondel
- "Geil Magazine"

### Grèce
- Max
- Men
- Men's Health, édition grecque (Liberis Publications)
- Penthouse, édition grecque
- Playboy, édition grecque
- Status (Liberis Publications)

### Autres pays
- Afrique du Sud : Loslyf.
- Brésil : Ele Ela, Sexy, VIP.
- Espagne : Interviú, Man.
- Inde : Mastram.
- Islande : Bleikt og blátt.
- Japon : Bejean, Sabra, Urecco.

- Mexique : Caballero, H Para Hombres.
- Norvège : Vi Menn.
- Suède : Moore, Slitz.